# Dan Burros
Daniel Burros, detto Dan (New York, 5 marzo 1937 – Reading, 31 ottobre 1965), è stato un attivista statunitense noto per la sua militanza neonazista nonostante fosse ebreo, divenendo l'emblema dell'ebreo che odia sé stesso. Esponente del Partito Nazista Americano, dopo aver litigato con il leader George Lincoln Rockwell abbandonò il movimento per diventare Kleagle, o reclutatore, dello United Klans of America, uno dei gruppi più violenti del Ku Klux Klan dell'epoca, nello stato di New York. Quando la sua ascendenza ebraica fu resa nota, Burros si suicidò, sparandosi prima al petto e poi alla testa mentre stava ascoltando musica di Wagner. Nonostante ciò, Rockwell elogiò Burros dopo il suicidio, continuando a considerarlo un nazionalsocialista e incolpando gli ebrei per la sua fine.

## Biografia

### Primi anni
Nato nel distretto del Queens da George e Esther Sunshine Burros, frequentò la John Adams High School di New York dove seguì con profitto numerose classi: il suo quoziente intellettivo era 154 e il 4 marzo 1950 venne celebrato il suo bar mitzvah. Afflitto fin da giovanissimo da problemi alla vista, nonostante giocasse a basket il giovane Daniel non era un tipo atletico e questa sua deficienza gli procurò delle frustrazioni che sfociarono in paranoia; a causa del suo comportamento focoso, inoltre, era spesso protagonista di scontri.
Una volta divenuto maggiorenne, Burros espresse il desiderio di arruolarsi alla United States Military Academy di West Point, ma il proposito non andò a buon fine. Riuscì però ad entrare nella Guardia Nazionale quando era ancora uno studente e si recava a scuola in divisa durante i giorni di esercitazione. Nel 1955 fu arruolato nell'esercito americano ma, a causa di alcuni tentativi di suicidio, fu dimesso «per motivi di inidoneità, carattere e disturbi del comportamento». Burros infatti aveva tentato di togliersi la vita varie volte, attraverso indigestione di aspirina o tagli ai polsi; in uno dei biglietti d'addio al mondo, aveva elogiato Adolf Hitler.

### Attività politica
Dopo la fallimentare esperienza militare Burros aderì al Partito Nazista Americano fondato da George Lincoln Rockwell, un ex comandante della United States Navy nonché veterano della seconda guerra mondiale e della guerra di Corea, che lo nominò responsabile dell'educazione politica. Molti esponenti dell'ANP sospettarono che egli fosse di discendenza ebraica e molti altri non si fidavano di lui per il suo comportamento bizzarro: una volta, ad una riunione dei neonazisti, Burros portò dello knish e disse «Mangiamo questo buon cibo ebreo!». Inoltre egli trascorreva spesso del tempo con donne ebree.
Due episodi, giudicati "strani" anche dai suoi stessi camerati, sono emblematici per comprendere la psicologia di Burros: nel primo, egli descrisse una sua fantasia che consisteva nel torturare degli ebrei facendo loro suonare un pianoforte i cui tasti generavano scariche elettriche (a suo dire, la vittima avrebbe cominciato ad agitarsi al ritmo dello strumento e avrebbe così intrattenuto i suoi carnefici); nel secondo, egli mostrava un pezzo di sapone avvolto in una carta con le parole "realizzato con il miglior grasso ebraico" impresse su di essa.

### Il suicidio
L'origine ebraica di Burros divenne di pubblico dominio grazie a un articolo scritto dal giornalista McCandlish Phillips per il New York Times; Phillips era un cristiano evangelico che inizialmente voleva portare Burros ad esternare dichiarazioni in cui si sentiva intrappolato nel movimento neonazista con l'obiettivo, non riuscito, di portarlo fuori da esso. Poco tempo dopo l'uscita dell'articolo, Dan Burros si suicidò mentre si trovava in Pennsylvania a casa dell'amico Roy Frankhouser, membro del KKK che in realtà lavorava come informatore governativo.
In una conferenza stampa, un cupo George Lincoln Rockwell elogiò la dedizione di Burros e si scagliò contro gli ebrei, riferendosi a loro come "un popolo unico con una massa distinta di disturbi mentali": l'instabilità psichica dell'ex sodale veniva attribuita quindi proprio a questa "sfortunata psicosi ebraica". In aggiunta lo storico comandante dei neonazisti statunitensi affermò che, nonostante le sue origini semite e il suo litigio con lui, avrebbe voluto mantenere almeno un rapporto di lavoro con Burros.

## Burros nella cultura di massa
- Dan Burros, che nella sua vita fu influenzato dal libro Imperium di Francis Parker Yockey, è spesso citato come l'esempio più calzante di ebreo che odia se stesso[11]. Egli tuttavia non fu l'unico membro ebreo del Partito Nazista Americano: anche Leonard Holstein, comandante dell'unità dell'ANP a Los Angeles, lo era.
- Il film del 2001 The Believer, diretto da Henry Bean, è liberamente ispirato alla sua vita[4].
- Si basarono sulle vicende di Burros anche il quinto episodio della prima stagione della serie televisiva Lou Grant dal titolo Nazi e una puntata della quinta stagione di Cold Case - Delitti irrisolti intitolato Spiders.